# Hibiscus mossamedensis
Hibiscus mossamedensis là một loài thực vật có hoa trong họ Cẩm quỳ. Loài này được (Hiern) Exell & Mend. mô tả khoa học đầu tiên năm 1936.